# Alicia Eugenia Marticorena Garri
Alicia Eugenia Marticorena Garri (1966) es una botánica chilena. Es hija del destacado botánico Clodomiro Marticorena.
Obtuvo su licenciatura en biología, en la Universidad de Concepción, en 1991.

## Proyectos desarrollados[2]
- Un análisis multiescala de las invasiones de especies exóticas en áreas protegidas del sur de Chile central
- Estudio filogenético de las especies sudamericanas de "Punapoa" (Poaceae), evidencias a partir del análisis de las regiones TmL-TmT e ITS
- Flora y Vegetación de la Reserva Nacional Lago Cochrane, XI Región, Chile
- Patrones de expansión, efectos sobre el régimen de fuego e impactos sobre la biodiversidad del árbol invasor Acacia dealbata y del arbusto invasor Teline monspessulana
- Estudios Sistemáticos en el género Polypogon (Poaceae: Agrostidinae) en Chile

## Algunas publicaciones
- 1996. Revisión del género Acaena   Mutis ex L. (Rosaceae) en Chile. Universidad de Concepción. 124 pp.
- 2010. Marticorena, A., D. Alarcón, L. Abello & C. Atala.  Plantas trepadoras, epífitas y parásitas nativas de Chile. Guía de Campo. Ed. Corporación Chilena de la Madera, Concepción, Chile, 291 p.
- La abreviatura «A.E.Martic.» se emplea para indicar a Alicia Eugenia Marticorena Garri como autoridad en la descripción y clasificación científica de los vegetales.[3]